# Bompensiere
Bompensiere é uma comuna italiana da região da Sicília, província de Caltanissetta, com cerca de 676 habitantes. Estende-se por uma área de 19 km², tendo uma densidade populacional de 36 hab/km². Faz fronteira com Milena, Montedoro, Mussomeli, Racalmuto (AG), Sutera.

## Demografia
| Variação demográfica do município entre 1861 e 2011                               |
|                                                                                   |
| Fonte: Istituto Nazionale di Statistica (ISTAT) - Elaboração gráfica da Wikipedia |